# 四賀村 (長野県東筑摩郡)
四賀村（しがむら）はかつて長野県中部に存在した村。2005年4月1日に松本市へ編入された。

## 地理

### 隣接していた自治体
- 松本市
- 南安曇郡 豊科町
- 東筑摩郡 明科町, 本城村
- 小県郡 丸子町, 青木村

## 歴史
- 1955年（昭和30年）4月1日 - 嶺間4箇村と呼ばれた錦部村・中川村・五常村・会田村が合併して発足。
- 1955年（昭和30年）9月25日 - 執田光のうち高萩が南安曇郡豊科町に編入。
- 2005年（平成17年）4月1日 - 松本市に編入。同日四賀村廃止。

## 行政
廃止時の村長：中島学（1991年4月30日就任）

## 施設

### 郵便局
- 会田郵便局
- 錦部郵便局
- 四賀東簡易郵便局 - 大字中川に所在

旧五常村域には設置されていない。

## 教育
- 会田小学校
- 中川小学校
- 五常小学校
- 錦部小学校

（この４校は統合され、現在は四賀小学校のみとなっている）
- 会田中学校

## 交通

### 鉄道
村内に鉄道は通っていなかった。最寄は明科駅（篠ノ井線）であった。

### 路線バス
合併後しばらくしてから四賀支所バス停はバスターミナルのようになっている。
※以下村廃止前当時。
- 松本電鉄バス
  - 四賀線：保福寺下町 - 化石館 - 刈谷原 - （松本駅）
  - 会田線：明科駅 - 向原間を地元住民は、向原線と呼び、明科駅 - 保福寺下町間を保福寺線と呼ぶ。
  - 高速バスみすずハイウェイバス：松本バスターミナル - 長野県庁、五常地区に位置する「長野道四賀」停留所を通行。
- 四賀村営バス（現在の松本市営バス） - 四賀地域各地を結ぶ。

### 主な道路
- 国道143号
- 長野県道302号
- 長野県道303号

村内を長野自動車道が通っているがインターチェンジはなく、松本市に編入されても造成されていないが2008年3月6日に併設された緊急進入路が四賀高速バス停付近にある。
最寄りのインターチェンジは安曇野市にある安曇野インターチェンジか、筑北村にある筑北スマートインターチェンジ（ETC専用）、または麻績村にある麻績インターチェンジで、いずれも長野自動道である。

## 名所・旧跡
- 北アルプスの眺望
- 虚空蔵山（会田富士）
- 松本市四賀化石館
- 洞光寺
- 保福寺
- 保福寺峠のコブシ
- 赤怒田福寿草公園（フクジュソウの群生地）
- 御鷹山の紅葉
- 岩井堂観音山周辺石造物群
  - 百体観音の内の52体をはじめ、石仏が観音堂周辺の岩山に点在している。県内でも珍しい11体の磨崖仏があり、中でも地蔵は高さ210センチメートル、大黒天は高さ160センチメートルと大きく、この近在では見られない貴重なものである。
  - 観音堂は、弘法大師伝説のある古くからの霊場で、善光寺街道筋の信濃33番中20番札所であり参拝する善光寺参りの旅人も多かった。岩山に開いた細長い穴は、地元では弘法大師の指によって開けられたものと伝えられている。
- 穴沢のクジラ化石
  - 県天然記念物にも指定されている。
  - 別所層(1500万年前海に溜まった泥岩層) の地層から産出。
  - 穴沢周辺では多くの化石が産出しており、特にクジラの化石は数体発見されている。内、1体は日本で唯一のもので、シガマッコウクジラとされる。化石館内にて展示。

## 特記事項
- 松本市に編入後は、住所に「四賀」が付かず、旧村時代の大字以下の地名がそのまま使われている。ただし、大字を冠しない。（例：四賀村大字会田 → 松本市会田）
- 松本市との合併条件として市の中心部と村を結ぶ直結道路の建設を承諾させたが、合併後もいまだ実現されていない。